# Love in the Wild
Love in the Wild was in 2012 een Nederlands televisieprogramma waarin zestien vrijgezellen op zoek gingen naar een partner. Het programma werd uit gezonden op RTL 5 en werd gepresenteerd door Froukje de Both. De deelnemers leerden elkaar kennen tijdens dates die plaatsvinden in een ruig landschap of onder speciale omstandigheden. Het sterkste koppel na acht weken won een reis naar een exotische bestemming.

## Seizoen 2012
| Order | Afleveringen | Afleveringen | Afleveringen | Afleveringen | Afleveringen | Afleveringen | Afleveringen | Afleveringen | Afleveringen |
| Order | 1            | 2            | 3            | 4            | 5            | 6            | 7            | Finale       | Finale       |
| 1     | Stephan      | Luc          | Quintin      | Leila        | Luc          | Desiree      | Martijn      | Leila        | Quintin      |
| 2     | Micha        | Jade         | Leila        | Quintin      | Jade         | Job          | Laura        | Quintin      | Leila        |
| 3     | Renske       | Desiree      | Martijn      | Ivy          | Quintin      | Laura        | Quintin      | Desiree      | Job          |
| 4     | Bob          | Edwin        | Laura        | Job          | Leila        | Martijn      | Leila        | Job          | Desiree      |
| 5     | Desiree      | Laura        | Luc          | Gio          | Gio          | Janneke      | Job          | Laura        |              |
| 6     | Luc          | Martijn      | Jade         | Laura        | Janneke      | Gio          | Desiree      | Martijn      |              |
| 7     | Quintin      | Leila        | Job          | Martijn      | Laura        | Leila        | Gio          |              |              |
| 8     | Leila        | Quintin      | Desiree      | Desiree      | Martijn      | Quintin      | Janneke      |              |              |
| 9     | Job          | Micha        | Janneke      | Janneke      | Desiree      | Jade         |              |              |              |
| 10    | Janneke      | Stephan      | Edwin        | Edwin        | Job          | Luc          |              |              |              |
| 11    | Jade         | Janneke      | Micha        | Jade         | Edwin        |              |              |              |              |
| 12    | Edwin        | Job          | Stephan      | Luc          | Ivy          |              |              |              |              |
| 13    | Martijn      | Renske       |              |              |              |              |              |              |              |
| 14    | Laura        | Bob          |              |              |              |              |              |              |              |
| 15    | Fausto       |              |              |              |              |              |              |              |              |
| 16    | Anouk        |              |              |              |              |              |              |              |              |

- Bij koppelceremonie 1 weigerde Laura op date te gaan met Fausto
- Bij koppelceremonie 2 weigerde Luc op date te gaan met Desiree
- Bij koppelceremonie 4 mocht niemand weigeren

 Deze kandidaat werd geëlimineerd
 Deze kandidaat had immuniteit
 Deze kandidaat won de wedstrijd
 Deze kandidaat werd als nieuwe deelnemer toegevoegd